# Passo del Giovà
Il passo del Giovà è un valico dell'Appennino ligure posto a quota 1.368 metri s.l.m. e che mette in comunicazione la valle Staffora (Lombardia) con la val Boreca (Emilia-Romagna) e la val Borbera (Piemonte), essendo distante solo 3 km dalla val Borbera.

## Descrizione

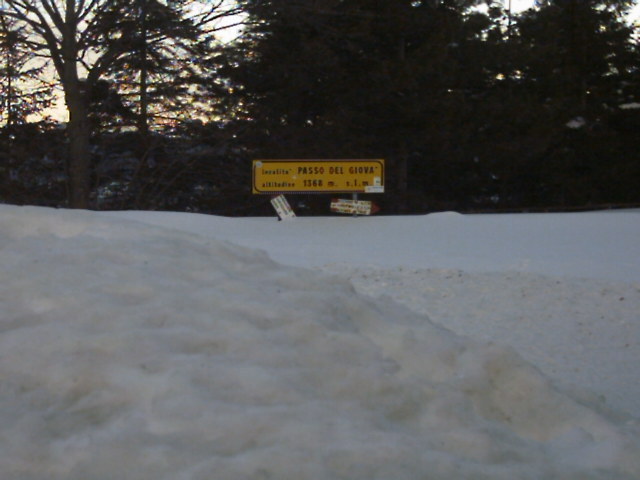
La strada sul passo del Giovà durante l'inverno

Il valico è costituito da una ampia sella erbosa e si trova alle pendici del monte Chiappo (1.700 m) e poco lontano dal monte Cavalmurone (1.670 m).
Il passo e alcune località nelle immediate vicinanze (Capanne di Cosola, Pian dell'Armà) sono frequentate da astrofili delle quattro regioni limitrofe (Lombardia, Liguria, Piemonte ed Emilia-Romagna) perché la zona concilia un cielo ragionevolmente scuro con una buona logistica, sia come strade che come ricettività alberghiera.